# Bovingdon
Bovingdon är en ort och civil parish i Storbritannien.   Den ligger i grevskapet Hertfordshire och riksdelen England, i den södra delen av landet, 40 km nordväst om huvudstaden London. Bovingdon ligger 160 meter över havet och antalet invånare är 4 698.
Terrängen runt Bovingdon är platt. Runt Bovingdon är det mycket tätbefolkat, med 1 573 invånare per kvadratkilometer. Närmaste större samhälle är Luton, 19,2 km norr om Bovingdon. Trakten runt Bovingdon består till största delen av jordbruksmark.